# Seegefecht vom 22. Oktober 1793
Das Seegefecht vom 22. Oktober 1793 (englisch: Action of 22 October 1793) war eine militärische Auseinandersetzung im Mittelmeer während des Ersten Koalitionskriegs. Während des Gefechts griff ein einzelnes britisches Linienschiff, die Agamemnon, die französische Fregatte Melpomène, die Teil eines größeren Geschwaders war, vor der Küste Sardiniens an. Obwohl die Agamemnon die Melpomène in der Nacht ein Stück weit verfolgte und erheblichen Schaden anrichtete, konnte die französische Fregatte nach Ankunft des restlichen Geschwaders unter dem Kommando von Jean-Baptiste Perrée entkommen. Die französischen Schiffe gingen später in den korsischen Häfen vor Anker, um Verstärkung für die französische Garnison auf der Insel anzulanden, wo sich die Bevölkerung in offener Revolte befand.

## Hintergrund
Die französische Republik hatte Großbritannien am 1. Februar 1793 nach Jahren wachsender Spannungen den Krieg erklärt. Die Briten bereiteten unmittelbar darauf die Entsendung einer großen Flotte ins Mittelmeer vor, um eine Blockade gegen die in Toulon stationierte französische Mittelmeerflotte zu verhängen. Die britische Flotte die Frühjahr in mehreren Abteilungen unter der Führung von Vizeadmiral Samuel Hood auslief umfasste 21 Linienschiffe darunter die Agamemnon unter dem Kommando von Horatio Nelson. Hoods Flotte lief Ende Juni 1793 in das Mittelmeer ein und fand bei ihrer Ankunft vor Toulon den französischen Marinestützpunkt im offenen Aufstand gegen Nationalkonvent vor. Hood handelte die Kapitulation des Hafens und der französischen Flotte aus und landete umfangreiche Truppen und Vorräte an, um den Hafen vor einem Gegenangriff der französischen Republikaner zu verteidigen.
Hood war sich der Verwundbarkeit seiner Position bewusst und suchte einen sicheren Hafen in der Nähe. Er wählte die Insel Korsika als Ziel. Korsika war 1768 von den Franzosen erobert und annektiert worden, aber die Einwohner waren immer noch feindselig. Kurz vor Hoods Ankunft hatte ein Versuch der Franzosen, den Anführer Aufständischen, Pasquale Paoli, festzunehmen, zu einem Aufstand geführt, der die französische Garnison in drei befestigte Städte an der Nordküste getrieben hatte. Hood entsandte ein Geschwader unter Commodore Robert Linzee, um über die Übergabe dieser strategisch wichtigen Positionen zu verhandeln und im Falle eines Scheiterns den Hafen von Saint-Florent anzugreifen. Der Angriff scheiterte, und Linzee zog sich nach Cagliari auf Sardinien zurück. Anfang Oktober wurde Nelson entsandt, um gemeinsam mit Linzee einen französischen Konvoi anzugreifen, der im neutralen Hafen von Tunis vor Anker lag.

## Gefecht
In den frühen Morgenstunden des 22. Oktober, als die Agamemnon die sardische Küste in südlicher Richtung entlangsegelte, wurden 3 Seemeilen (5,6 km) in Lee Segel gesichtet. Um 2 Uhr feuerten die fremden Schiffe Raketensignale ab und entfernten sich in östlicher Richtung. Nelson schloss zu dem Geschwader auf, in der Annahme, dass es sich um die verbündeten Seestreitkräfte Neapels oder Sardiniens handeln müsse. Um 4 Uhr versuchte er, das hinterste Schiff, eine große Fregatte, durch Rufen auf sich aufmerksam zu machen, erhielt aber keine Antwort. Daraufhin gab Nelson einen Schuss vor den Bug des Schiffes ab, das sich nach Luv entfernte. Dies bestätigte, dass es sich um ein feindliches Schiff handelte. Auf der Agamemnon wurden alle Segel gehisst, um die Verfolgung aufzunehmen, während der Rest des französischen Geschwaders zurückblieb.
Das führende Schiff war die Fregatte Melpomène mit 40 Kanonen. Bei frischem Wind hisste sie in der Morgendämmerung die französische Flagge und eröffnete das Feuer mit ihren Heckkanonen. Aufgrund ihrer höheren Geschwindigkeit verschaffte sich die Fregatte in regelmäßigen Abständen genügend Distanz, um zu gieren und eine Breitseite auf das britische Linienschiff abzufeuern. Der Rest des französischen Geschwaders war in der Nacht zurückgeblieben, aber um 9 Uhr waren die kämpfenden Schiffe in eine Flaute geraten, sodass die restlichen französischen Schiffe wieder in Sicht kamen.
Die Agamemnon hatte durch das französische Feuer ebenfalls Schäden an der Takelage erlitten, und hätten die Franzosen einen gemeinsamen Angriff versucht, hätte Nelson Schwierigkeiten gehabt, in der Schlacht zu manövrieren. Nelson rief seine Offiziere zusammen und hielt einen Kriegsrat ab, um zu entscheiden, ob die Aktion in diesem Zustand fortgesetzt werden sollte oder ob sich die Agamemnon zurückziehen sollte. Die Offiziere kamen zu dem einstimmigen Ergebnis, dass das Schiff zu beschädigt sei und ein Rückzug die bessere Alternative wäre. Nelson gab daraufhin Befehl, die Schäden am Schiff schnellstmöglich zu beheben und nach Westen abzudrehen. Nach dem Gefecht schloss sich Nelson am 24. Oktober mit Linzee zusammen und beendete die letztlich erfolglosen Verhandlungen in Tunis.

## Nachwirkungen
Nelson selbst schätzte später, dass die kombinierte französische Streitmacht 170 Geschütze und 1.600 Seeleute umfasste und sein angeschlagenes Schiff leicht hätte überwältigen können, wenn sie einen Gegenangriff gestartet hätte. Er schrieb:

“Had they [the French frigates] been English, a 64 could never have got [away] from them”

„Wären sie [die französischen Fregatten] Englisch gewesen, hätte eine 64 ihnen niemals entkommen können.“

Die Verluste auf der Agamemnon beliefen sich auf einen getöteten Matrosen und sechs Verwundete, was deutlich unter den gemeldeten Verlusten von 24 Toten und 50 Verwundeten auf der Melpomène lag.